# Iceberg (comics)
Pour les articles homonymes, voir Iceberg (homonymie) et Iceman.
Robert « Bobby » Drake, alias Iceberg (« Iceman » en VO), est un super-héros évoluant dans l'univers Marvel de la maison d'édition Marvel Comics. Créé par le scénariste Stan Lee et le dessinateur Jack Kirby, le personnage de fiction apparaît pour la première fois dans le comic book X-Men (vol. 1) #1 en septembre 1963.
Bobby Drake est un mutant et l'un des membres fondateurs des X-Men. Il est considéré comme un mutant de niveau Oméga.

## Biographie du personnage

### Origines
Alors adolescent, Bobby Drake est recruté par le professeur Charles Xavier et rejoint quatre autres jeunes mutants pour former l'équipe des X-Men. Il prend le surnom d'Iceberg (« Iceman » en VO). Drake est plutôt intimidé du fait qu'il est le plus jeune membre de l'équipe.
L'apparence d’Iceberg évolue au fil des ans. Dans ses premières aventures, il a plus les traits d'un bonhomme de neige. À l'époque, cela est expliqué par la formation d'une couche de givre sur son corps quand il utilise ses pouvoirs. À la demande du leader de l'équipe, Cyclope, il apprend plus tard à couvrir son corps d'une couche dure, mais flexible, de glace. Il adopte alors l'apparence moderne qu'on lui connaît.

### Parcours
Par la suite, Iceberg devient membre fondateur des Champions de Los Angeles avec notamment l'ancien membre des X-Men Angel, Hercule, la Veuve Noire et Ghost Rider, puis membre des défenseurs aux côtés du Fauve et Angel après que les fondateurs (Dr Strange, Namor, Hulk et Silver Surfer) ont été convaincus de quitter l'équipe, puis membre de la première équipe de Facteur-X. Il revient par la suite dans les rangs des X-Men dans l'équipe Or dirigée par Tornade.
Lors d'une confrontation avec Mikhail Rasputin, Bobby a commencé à réaliser qu'il y avait plus d'aspects à ses pouvoirs qu'il ne le pensait auparavant, il acquiert alors la capacité de transformer son corps en glace organique, ce qui lui donne une apparence translucide. Dans cet état, il est presque indestructible.
Après des mois dans le coma, Emma Frost s'est réveillée et a possédé le corps d'Iceberg. Frost a accédé à toute l'étendue de ses pouvoirs et les a utilisés d'une manière dont Bobby n'avait jamais rêvé auparavant en glaçant notamment un fleuve entier pour s'échapper. Bobby lui a demandé de lui dire comment elle avait accédé à ses pouvoirs, Emma a répondu qu'elle ne lui devait rien et est allée jusqu'à le traiter de perdant pathétique.
Bobby a appris qu'il n'avait pas besoin de craindre l'évolution de ses capacités et est retourné chez les X-Men pour explorer au maximum son potentiel inexploité. C'est à cette époque que Bobby a subi une blessure à la poitrine de la part de Black Tom Cassidy qui a déclenché sa mutation secondaire, enfermant lentement son corps dans la glace et l'empêchant de revenir à sa forme humaine. Au cours d'une mission de sauvetage de Diablo, le corps entier d'Iceberg a été brisé sous sa forme de glace, ne laissant que sa tête. Bobby s'est reformé plus tard en utilisant l'humidité du corps d'un ennemi mais n'a pas retrouvé sa forme humaine, ce qui l'a rendu amer envers tout le monde.
Les événements du M-Day semblaient lui avoir retiré complètement ses pouvoirs, jusqu'à ce qu'Emma Frost découvre que Bobby avait lui-même instinctivement supprimé ses pouvoirs par peur.
Iceberg a été recruté par Malicia pour faire partie de sa nouvelle équipe de X-Men. Lors de leur première confrontation avec Les Enfants de la Voûte, Bobby a apparemment été tué lorsqu'il a été complètement détruit par Véga et Aurora. Cependant, Bobby a pu se transformer en vapeur puis en glace et finalement en sa forme humaine, marquant la première fois qu'il a pu recréer un corps après qu'il a été vaporisé. Mystique lui a fait du bouche à bouche pour le réanimer.

#### San Fransisco
Lorsque les X-Men ont déménagé à San Francisco, Bobby a rapidement suivi. Iceman était responsable de la création d'eau potable sur le sanctuaire de l'île d'Utopia. Bobby a tenté de garder le moral, mais a cru qu'ils vivaient dans les derniers jours du genre mutant. Scott a envoyé Bobby à San Francisco pour recruter un nouvel agent des relations publiques pour les X-Men et la race mutante, similaire à Cameron Hodge de Facteur-X des années plus tôt. Avec le financement de Warren, Bobby a embauché Kate Kildare de Hestia Public Relations. Plus tard, lorsque l'armée de vampires de Xarus a attaqué Utopia, Scott a fait bénir Bobby par un prêtre comme de l'eau bénite et l'a utilisé pour les brûler avec ses pouvoirs de glace.

#### Schisme
Après la division des X-men entre Cyclope et Wolverine sur la direction de la race mutante, Wolverine a décidé de réinstaller la majorité des étudiants dans le manoir de Xavier et Bobby a été la première personne à qui il a demandé de l'aider. Bobby a accepté et les deux ont commencé à recruter des membres du personnel pour la "Jean Grey School for Higher Learning". Bobby était le comptable de l'école.
Lui et Logan ont tenté de sauver les enfants après qu'un tremblement de terre a frappé l'école. Lorsque les X-Men ont défendu l'école contre les forces du Hellfire Club, Logan lui a ordonné de partir avec les enfants. Bobby a libéré son pouvoir de clonage de glace, qu'il a utilisé pour protéger les enfants et vaincre les ennemis. L'un des clones de glace a également embrassé Kitty, que Lockheed a fait fondre. Plus tard, il a essayé de lui en parler, mais elle l'a renvoyé.
Plus tard, il a veillé sur Angel, qui s'était envolé dans une maison où il a ressuscité un chien mort, effrayant toute une famille dans le processus. En retournant à l'école, Bobby s'est rendu compte qu'Angel ne se souvenait pas de lui. Logan l'a informé qu'Angel avait perdu ses souvenirs lors de la bataille avec Apocalypse. Il l'a amené à l'école en espérant que cela pourrait l'aider à retrouver ses souvenirs. Bobby s'est porté volontaire pour assumer l'entière responsabilité de Warren. Logan, Bobby et Warren ont quitté Worthington Industries après une réunion, et pendant que Warren enlevait ses vêtements et volait, Logan et Bobby parlaient de leur situation actuelle. Bobby a dit qu'ils avaient utilisé tout leur argent pour ouvrir l'école, et s'ils n'avaient pas une grosse injection d'argent à l'avenir, ils devraient fermer. Logan a refusé de fermer l'école et a décidé d'obtenir plus d'argent. Il a quitté Bobby et Warren, mais pas avant de nommer Bobby directeur temporaire, car Kitty n'avait pas été vue depuis deux jours. Lorsque Bobby découvre qu'elle a été infectée par les Brood, il fut l'un des X-Men qui a été miniaturisé et est entré dans son corps pour combattre l'infection.
Plus tard, Kitty a expulsé les X-Men de son corps, après une très longue et horrible bataille. Avant que Kitty ne soit emmenée, elle a embrassé Bobby.

#### Avengers contre X-Men
Contrairement aux souhaits de Wolverine, Bobby a décidé de quitter l'école pour rejoindre la bataille aux côtés de ses compagnons mutants contre les Avengers. Il combat le Hulk Rouge aux côtés de Magnéto sur le mont Wundagore. Lui et la plupart des X-Men ont cependant décidé de changer de camp après que les Cinq Phénix soient devenus des criminels.

#### Astonishing X-Men
Iceberg a pris part à une bataille contre les créations célestes, au cours de laquelle il a été infecté par le pouvoir d'une graine de mort d'Apocalypse. Il a perdu le contrôle de son esprit et a presque gelé la planète entière tout en kidnappant ses ex-petites amies et en tuant presque son père. Les X-Men ont compris que Dark Beast avait planté ce pouvoir en lui et ont essayé d'affronter Iceberg avec l'aide de Thor. Iceberg a presque tué Thor, lorsque son ex-petite amie Opal Tanaka est apparue et a distrait Bobby, donnant à Thor une chance de le briser. Mystique, qui prétendait également être l'alliée d'Iceberg, a pris le fragment d'Apocalypse pour elle-même, mais a été arrêtée par les X-Men. Plus tard, Mystique a dit à Bobby que le fragment n'a pas amplifié son pouvoir, mais a seulement ouvert son esprit et lui a permis d'utiliser son pouvoir à une capacité plus élevée sans craindre ses propres capacités. Avec l'aide des X-Men, Iceberg a réussi à récupérer son esprit brisé et à redevenir entier, mais la culpabilité pour les nombreuses vies qui ont été perdues pendant son aventure glaciale dans le monde hantait toujours Bobby.

#### Extraordinary X-Men
Lorsque la brume Terrigène est devenue toxique pour les mutants, Iceberg fut l'une des recrues de la nouvelle équipe de Tornade destinée à la protection des mutants en les conduisant à X-Haven, dans les limbes. Iceberg a principalement travaillé aux côtés de Diablo, l'aidant à rechercher Colossus après avoir été transformé en l'un des nouveaux cavaliers d'Apocalypse. Iceberg et Diablo ont réussi à suivre Colossus jusqu'en Égypte, où il leur a tendu une embuscade et les a presque tués jusqu'à ce qu'une autre escouade de X-Men vienne les aider.
Iceberg a rejoint les X-Men lorsqu'ils ont déclaré la guerre aux Inhumains après avoir découvert que dans quelques semaines, la brume Terrigène rendrait la Terre complètement inhabitable pour les mutants. À la suite de la destruction du nuage Terrigène par la reine Inhumaine Medusa afin d'épargner l'espèce mutante, les X-Men sont revenus des Limbes, établissant Central Park comme leur nouvelle base d'opérations.

#### Coming Out
Bobby a tenté de faire des rencontres via un profil en ligne. C'était en partie en réaction au fait de voir son jeune lui-même heureux avec un petit ami. Cependant, il était toujours aux prises avec sa relation avec ses parents, qui ne savaient pas encore qu'il était gay. Lors d'une visite à son père à l'hôpital, un purificateur l'a attaqué à cause du jeune mutant. Bobby l'a aidé, mais cela n'a fait qu'accroître la tension entre lui et ses parents.
Il s'est rendu compte que la révélation n'était pas aussi simple qu'il l'avait pensé lors d'une mission avec son ex petite amie, Kitty Pryde, qui était bouleversée d'avoir dû découvrir sa sexualité auprès de Goldballs. Il a décidé d'être plus franc et s'est adressé à plusieurs de ses amis et anciens coéquipiers par SMS. En essayant de parler avec ses parents pendant le dîner, ils ont été interrompus par des Purificateurs. Bobby a finalement fait son coming out à ses parents lorsqu'ils ont rendu visite à Xavier.

## Pouvoirs, capacités et équipement
Bobby Drake est un mutant capable de réfrigérer son environnement, donnant lieu à des formations de cristaux ou de blocs de glace qu'il peut mentalement sculpter à sa guise. Il peut créer rapidement une très grande diversité de structures composées de glace, notamment des projectiles, des boucliers, des échelles ou des armes comme une batte de baseball, etc. Il n’a pas besoin de toucher physiquement les objets qu’il manipule pour les façonner ; apparemment, il peut « projeter » ses ondes de froid afin de créer à distance l’objet de son choix.
En complément de ses pouvoirs, Iceberg est un combattant au corps à corps modérément compétent : il a été entraîné au combat à main nues à l’Institut Xavier avant de recevoir une formation supplémentaire grâce à la Veuve noire et Hercule, quand ceux-ci étaient ses coéquipiers au sein de l'équipe des Champions de Los Angeles. De plus, ayant poursuivi des études de comptabilité, il possède un diplôme d’expert comptable.
- Iceberg utilise le plus souvent son pouvoir en projetant un souffle glacial de ses mains, généralement pour engloutir en quelques secondes ses ennemis sous la glace. Sa création la plus originale est sans doute un toboggan de glace qui lui permet de se déplacer en glissant très rapidement.
- Son corps peut supporter un très grand froid, Iceberg étant capable d'abaisser énormément sa température corporelle sans en subir de conséquences.
- Il peut aussi se transformer en homme de glace, devenant sous cette forme quasiment invulnérable.

Bobby Drake a pendant longtemps souffert d'un complexe d'infériorité chronique et d'un manque de persévérance dans ses projets. Il a toujours été un dilettante dans l'utilisation de ses pouvoirs et n'a jamais vraiment perçu le vrai potentiel de ses capacités. Il sombra dans la dépression après qu'Emma Frost, la Reine Blanche du Club des Damnés, prit possession de son corps et utilisa ses propres pouvoirs à un niveau que Bobby n'avait jamais atteint. Frost a affirmé que Bobby avait le potentiel pour devenir l'un des mutants les plus puissants au monde.
Par la suite, Drake essaie d'innover dans l'utilisation de ses pouvoirs, et est désormais capable de créer et de mouvoir des statues de glace. Il peut également absorber l'eau présente dans l'air ainsi que dans un corps organique, afin de créer sa glace.
Il semble que Drake ait commencé à maîtriser son réel potentiel, peut-être à cause de sa mutation secondaire. En effet, des parties de son corps restent maintenant en état de glace permanente. Il est aussi capable désormais de rassembler les morceaux de son corps brisé, ou de le reconstituer (si seule sa tête est encore en état) à partir de liquides réfrigérés. Il a ainsi été capable de survivre à une décapitation en se reconstituant à partir de glace. Il a aussi vaincu l'Homme-collectif (en) en augmentant sa taille — et donc sa masse et sa force — à partir une source d'eau d'une masse similaire à celle d'un lac.
Plus récemment, il a été piégé sous sa forme d'homme de glace, et a semblé ne plus être capable de retrouver sa forme humaine.
Après les événements de House of M où la plupart des mutants de l'univers Marvel ont perdu leurs pouvoirs, Bobby Drake pensait avoir perdu sa mutation, qui n'était en fait que « déconnectée » inconsciemment à la suite de sa perte de confiance en soi. Actuellement, il est en pleine possession de ses pouvoirs.
Pendant un temps, il fut contraint de porter une ceinture inhibant ses pouvoirs mutants, ce qui lui permettait de les garder sous contrôle après qu’ils avaient été magiquement accrus par le dieu Loki.

## Vie amoureuse
Bobby Drake est sorti avec :
- Anna Marie (Malicia)
- Kitty Pryde
- Judy Harmon
- Joséphine
- Lorna Dane (Polaris)
- Darkstar
- Opal Tanaka
- Annie Ghazikhanian, une infirmière de l'Institut Xavier. Cette liaison est de courte durée car, durant cette période, Bobby pense encore à Lorna Dane.
- Amara Aquilla (Magma), qui travaillait à l'Institut Xavier.
- Mystique, des Maraudeurs.

## Versions alternatives
Dans l'Ère d'Apocalypse, Bobby Drake fait partie des X-Men, dirigés par Magnéto.
À cause du côté strict de Magnéto, Bobby est un boute-en-train (un peu comme Spider-Man), mais peut se montrer très froid et sans compassion, ce qui crée un malaise avec ses coéquipiers. Au niveau de ses pouvoirs, ils sont bien plus importants que dans l'Univers régulier Marvel. En effet, Bobby peut dématérialiser son corps et se mélanger à d'autres formes d'eau afin de voyager sur de grandes distances, procédé qu'il peut appliquer à d'autres personnes non sans peine pour ces derniers. Bobby peut aussi se reconstituer si son corps est brisé voire complètement détruit. Dans cet univers, Bobby ne prend jamais apparence humaine et reste sous forme de glace, généralement complètement abstraite et semble pouvoir accroitre sa taille et sa masse comme bon lui semble.

## Apparitions dans d'autres médias
Sauf indication contraire, les informations mentionnées dans cette section peuvent être confirmées par la base de données cinématographiques IMDb,  présente dans la section « Liens externes ».

### Cinéma

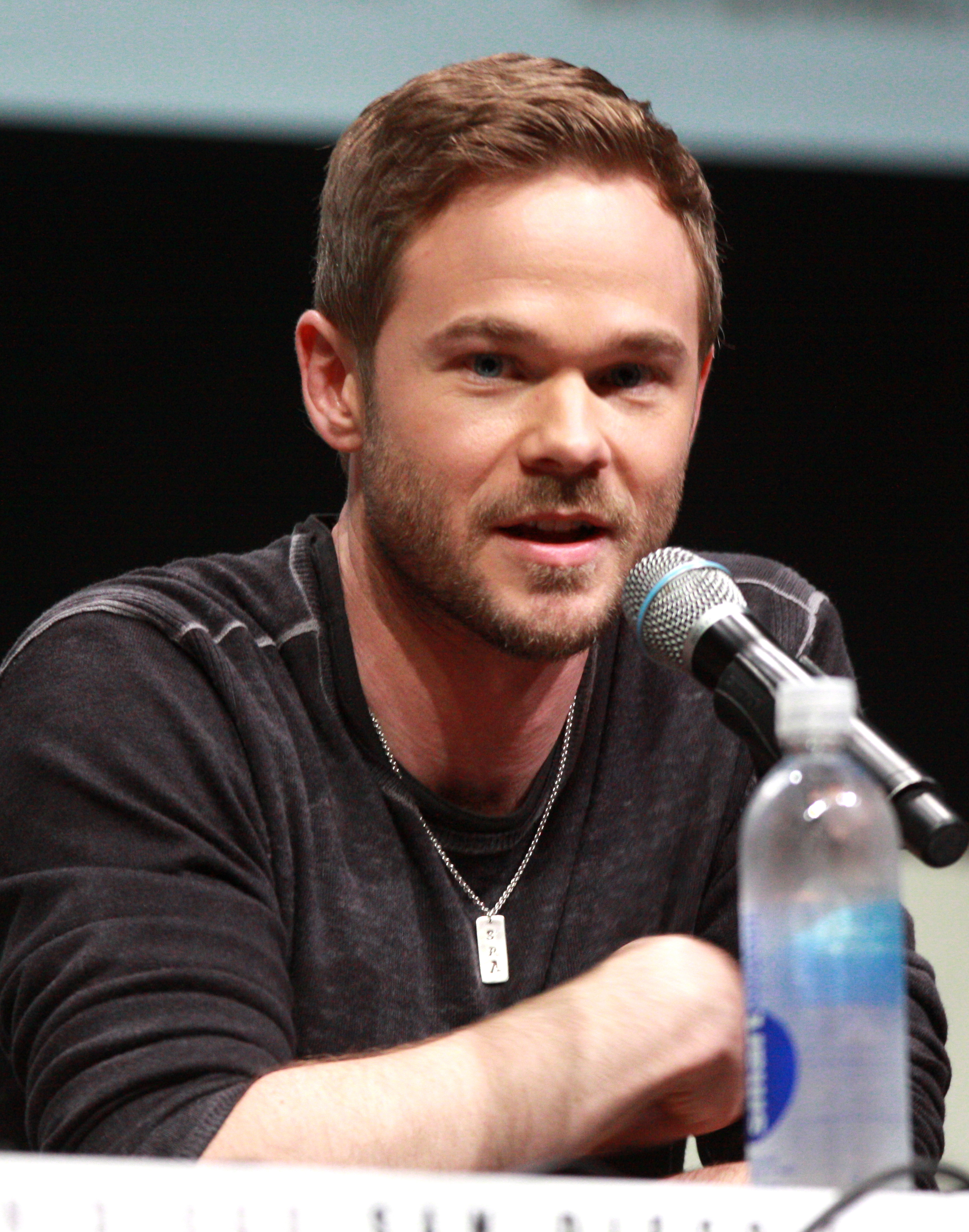
Shawn Ashmore incarne Bobby Drake/Iceberg dans la saga X-Men (2000-2014).

Interprété par Shawn Ashmore dans la saga X-Men
- 2000 : X-Men réalisé par Bryan Singer
- 2003 : X-Men 2 réalisé par Bryan Singer
- 2006 : X-Men : L'Affrontement final réalisé par Brett Ratner
- 2014 : X-Men: Days of Future Past réalisé par Bryan Singer

### Télévision
- 1969 : L'Araignée (série d'animation) - doublé en anglais par Bernard Cowan
- 1981-1983 : Spider-Man and His Amazing Friends (série d'animation) - doublé en anglais par Frank Welker
- 1995 : X-Men (série d'animation) - doublé en anglais par Denis Akiyama (en)
- 2001-2003 : X-Men: Evolution (série d'animation) - doublé en anglais par Andrew Francis
- 2008-2009 : Wolverine et les X-Men (série d'animation) - doublé en anglais par Yuri Lowenthal

### Jeux vidéo
Le personnage d'Iceberg apparaît dans plusieurs jeux vidéo.
- X-Men: Children of the Atom (1994), interprété par Cathal J. Dodd (en)
- Marvel vs. Capcom: Clash of Super Heroes (1998), interprété par Cathal J. Dodd
- Marvel vs. Capcom 2: New Age of Heroes (2000), interprété par Cathal J. Dodd
- X-Men Legends (2004), interprété par Darren Scott
- X-Men Legends II : L'Avènement d'Apocalypse (2005), interprété par James Arnold Taylor
- X-Men: The Official Game (2006), interprété par Shawn Ashmore
- Marvel: Ultimate Alliance (2006), interprété par James Arnold Taylor
- Marvel: Ultimate Alliance 2 (2009), interprété par Adam Bobrow
- X-Men: Destiny (2011), interprété par Jason Marsden
- Marvel Avengers: Battle for Earth (2012), interprété par Chris Cox